# Les Bains Douches
Les Bains Douches 18 December 1979 è un album live dei Joy Division, registrato il 18 dicembre 1979 presso Les Bains Douches di Parigi e pubblicato il 24 aprile 2001 dalla NMC Records. Contiene delle tracce estrapolate da due altri concerti.

## Tracce
Tutte le canzoni sono state composte dai membri del gruppo.
1. Disorder – 3:21
2. Love Will Tear Us Apart – 3:17
3. Insight – 3:25
4. Shadowplay – 3:46
5. Transmission – 3:19
6. Day of the Lords – 4:39
7. Twenty Four Hours – 4:12
8. These Days – 3:42
9. A Means to an End – 4:17
10. Passover – 2:18
11. New Dawn Fades – 4:40
12. Atrocity Exhibition – 6:56
13. Digital – 3:39
14. Dead Souls – 4:46
15. Autosuggestion – 4:13
16. Atmosphere – 4:47

## Luoghi di registrazione
- Tracce 1-9: Les Bains Douches, Parigi, 18 dicembre 1979
- Tracce 10-12: Paradiso, Amsterdam, Paesi Bassi, 11 gennaio 1980
- Tracce 13-16: Effenaar, Eindhoven, Paesi Bassi, 18 gennaio 1980

## Formazione
- Ian Curtis – voce, chitarra
- Bernard Sumner – chitarra
- Peter Hook – basso
- Stephen Morris – batteria